# Escultura a Lázaro Cárdenas (Puerto Vallarta)
La Escultura a Lázaro Cárdenas es una estatua de bronce situada en el Parque Lázaro Cárdenas de Puerto Vallarta, en el estado mexicano de Jalisco. Fue creado por un grupo de estudiantes de la Universidad de Michoacán y fue inaugurada en 1970. Como parte de un programa de rehabilitación municipal, la estatua fue restaurada en 2020 y las autoridades decidieron rotarla 180°.